# Alte Burg von Lieto
Koordinaten: 60° 29′ 11″ N, 22° 22′ 38″ O
Die Alte Burg von Lieto (finnisch Liedon vanhalinna) war ein befestigter Hügel in der finnischen Stadt Lieto. Der Name dient der Unterscheidung zur Burg von Turku. Es wird angenommen, dass die Befestigung in Vanhalinna Anfang des 14. Jahrhunderts zerstört wurde, als Turku im Rahmen der Deutsch-Schwedisch-Nowgoroder Kriege von Nowgorod angegriffen wurde.

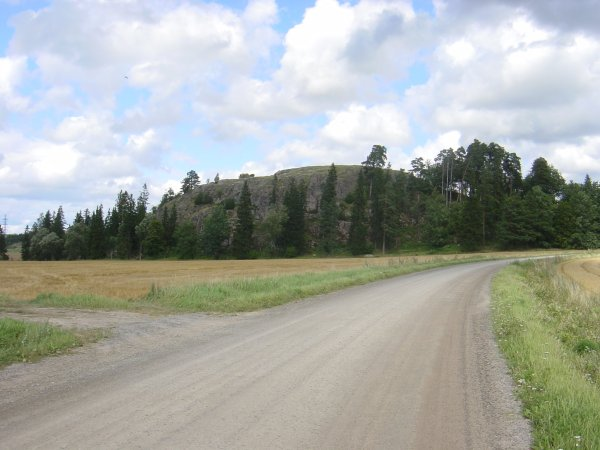
Die Alte Burg von Lieto

Die südwestfinnische Landschaft Varsinais-Suomi war über Jahrhunderte das Zentrum des Landes. Das Tal des Flusses Aurajoki wurde besiedelt, als das Land nach der Eiszeit anstieg. Die Einwohner von Lieto erlebten später die Ankunft verschiedener Völker. Unter ihnen waren Kaufleute und plündernde Truppen (Wikinger) und christliche Missionare.
Die früheste Phase von Vanhalinna ist unbekannt. Der Hügel wurde vermutlich bereits in der Bronzezeit bewohnt, aber erst in der mittleren Eisenzeit (6. – 8. Jahrhundert n. Chr.) befestigt. Dass die Festung während der Wikingerzeit im 11. Jahrhundert genutzt wurde, zeigt ein in der Nähe gefundenes Gräberfeld der Wikinger. Vanhalinna lag im Mittelalter an der so genannten Rinder-Straße, auf der finnische Waren befördert wurden, die für Birka und Gotland bestimmt waren. Zu dieser Zeit verband die Straße die Burgen von Turku und Häme (Hämeenlinna), das ca. 130 Kilometer nordöstlich von Turku liegt. Zusätzlich benutzten Reisende und Pilger den Weg. Häme war die nördlichste Niederlassung am europäischen Pilgerweg, der nach Santiago de Compostela in Spanien führt.
Heute hängt die archäologische Bedeutung des Vanhalinna in Lieto nicht nur von den archäologischen Entdeckungen ab – der Platz gehört der Universität Turku, die dort eine Außenstelle führt. Es gibt ein archäologisches und ein ethnologisches Museum, das 1956 gegründet wurde, als Mauno und Ester Wanhalinna der Universität von Turku ihre Sammlung spendeten.